# 's-Gravenzandse VV
's-Gravenzandse VV is een voormalige Nederlandse voetbalclub uit 's-Gravenzande. In 2010 fuseerde de club met 's-Gravenzandse SV tot FC 's-Gravenzande.
De club speelde vanaf augustus 1965 op het Juliana Sportpark. In het laatste seizoen (2009/10) kwam het standaardteam van de club, dat op zaterdag speelde, uit in de Tweede klasse van het Nederlands amateurvoetbal in het district West II.

## Geschiedenis
De club werd in mei 1912 opgericht en liet zich in 1914 inschrijven bij de Haagsche Voetbalbond. Twee jaar later in 1916 trok de club zich terug uit de Haagsche Voetbalbond om vervolgens in 1918 weer terug te keren. In 1924 promoveerde de club naar de Nederlandse Voetbalbond.
Aanvankelijk speelde de club op zondag zijn wedstrijden, echter omdat er in 's-Gravenzande ook behoefte was om op zaterdag te voetballen werd halverwege de jaren 30 van de 20e eeuw 's-Gravenzandse SV opgericht. Uiteindelijk besloot 's-Gravenzandse VV ook een zaterdagafdeling op te richten. Dit betekende uiteindelijk dat de club halverwege de jaren 60 afscheid nam van het standaardvoetbal op zondag.

## Fusie
Eind 2008 begonnen 's-Gravenzandse VV en 's-Gravenzandse SV aan fusiebesprekingen. Dit leidde er toe dat beide clubs in per 1 juli 2010 samen gingen als FC 's-Gravenzande.

## Competitieresultaten 1952–2010 (zaterdag)
| 7 4A |

| 10 4B |

|  |

|  |

|  |

|  |

|  |

|  |

|  |

|  |

|  |

|  |

|  |

| 7 4A |

| 5 4B |

| 4 4B |

| 4 4A |

| 1 4A |

| 10 3A |

| 7 3A |

| 9 3A |

| 1 3A |

| 12 2B |

| 2 3A |

| 8 3A |

| 4 3A |

| 11 3B |

| 4 4A |

| 5 4B |

| 1 4B |

| 7 3A |

| 2 3A |

| 6 3A |

| 7 3A |

| 8 3A |

| 7 3A |

| 9 3A |

| 2 3A |

| 8 3A |

| 8 3A |

| 5 3A |

| 7 3A |

| 3 3A |

| 3 3A |

| 4 3A |

| 10 2C |

| 6 3B |

| 5 3B |

| 6 3B |

| 5 3B |

| 1 3B |

| 2 3B |

| 2 3C |

| 5 3C |

| 1 3C |

| 2 2D |

| 8 2C |

| 6 2C |

| 4 2C |

| Eerste klasse | Tweede klasse | Derde klasse | Vierde klasse |

## Competitieresultaten 1925–1966 (zondag)
| 6 4A |

| 3 4B |

| 5 4B |

| 6 4C |

| 5 4B |

| 3 4C |

| 3 4C |

| 3 4D |

| 1 4B |

| 4 3B |

| 8 3B |

| 10 3B |

| 2 4B |

| 3 4E |

| 5 4D |

| 5 ? |

| 8 4E |

| 4 4F |

|  |

|  |

|  |

| 11 4D |

| 10 4G |

| 10 4A |

| 3 4H |

| 8 4D |

| 2 4E |

| 2 4B |

| 6 4C |

| 4 4B |

| 5 4B |

| 1 4B |

| 3 4B |

| 10 4? |

| 1 4B |

| 7 4C |

| 1 4D |

| 11 3B |

| 9 3B |

| 12 3B |

| 7 4B |

| 12 4B |

| Derde klasse | Vierde klasse | Noodcompetitie |

In elke staaf van de grafiek staat van boven naar beneden vermeld: 
- Eindnotering

Dit is de positie die de club heeft bereikt in de competitie, zonder eventuele beslissings-, play-off- of nacompetitiewedstrijden die nodig zijn geweest om bijvoorbeeld de kampioen van de competitie te bepalen.
Indien een * achter het getal staat is de notering een tussenstand en kan het zijn dat de notering niet overeenkomt met de uiteindelijke eindstand van de competitie.
Staat er een - dan is het seizoen nog bezig en is er geen definitieve uitslag bekend.
Staat er xx op de positie van de notering, dan heeft de club vroegtijdig de competitie verlaten. Dit kan onder andere komen door terugtrekking van het team, faillissement van de club of door een uitgedeelde straf van de KNVB. In veel gevallen staat elders in het artikel de reden vermeld.
Staat er een ? dan is het resultaat uit het verleden onbekend, en is alleen de competitie of het niveau bekend van dat seizoen.
In de seizoenen 2019/20 en 2020/21 werd wegens de coronacrisis het amateurvoetbal afgebroken. Daardoor kennen deze staven geen eindklassering (middels -- weergegeven).
- Competitieniveau en afdelingsletter of Officiële eindstand Eredivisie
  - Competitieniveau en afdelingsletter

Hierbij geeft het getal het niveau weer, dat ook terug te vinden is in de legenda. De letter is de afdelingsaanduiding en wordt gebruikt wanneer er meer afdelingen zijn op hetzelfde niveau. De afdelingsletter is altijd een hoofdletter en wordt meestal zonder nummer gebruikt.
Voorbeeld: 2F is niveau 2e klasse competitie F.
Het competitieniveau en nummer wordt niet vermeld wanneer er slechts één competitie van dit niveau was.
  - Officiële eindstand Eredivisie (getal staat tussen haakjes vermeld)

Sinds de introductie van play-offwedstrijden voor Europees voetbal na afloop van de reguliere competitie in 2005/06, is de KNVB verplicht een eindstand van de Eredivisie door te geven aan de UEFA aan de hand van deze play-offwedstrijden.
Bij deze eindstand staan clubs die zich hebben gekwalificeerd voor Europees voetbal hoger dan clubs die zich niet wisten te kwalificeren. Indien er geen verschil was tussen de eindnotering en de officiële eindstand, staat dit getal niet vermeld.

- Onderafdeling

Hier staat afgekort de naam van de onderafdeling indien de club in dat jaar in een onderafdeling uitkwam. Tevens staat deze afkorting in de legenda en wordt gelinkt naar het artikel over deze onderafdeling. Deze afkorting wordt alleen vermeld wanneer de club in het verleden in verschillende onderafdelingen heeft gespeeld. Deze vermelding is in de staaf altijd in kleine letters. Deze onderafdelingen zijn na het seizoen 1995/96 afgeschaft. Heeft de club in slechts één onderafdeling gespeeld, dan is dit alleen terug te vinden in de legenda.
Onder de staaf staat het jaartal vermeld waarin het seizoen is afgesloten. 15 verwijst naar het seizoen 2014/15 of eventueel het seizoen 1914/15.
Wanneer een staaf leeg is, zijn deze gegevens niet bekend. Het kan ook zijn dat de club dat seizoen niet heeft meegespeeld op het hogere amateurniveau, vroegtijdig de competitie heeft verlaten of uit de competitie is gezet.

In het seizoen 1944/45 was er wegens de Tweede Wereldoorlog geen regulier competitievoetbal.

## Erelijst
| Competitie             | Aantal | Seizoen          |
| ---------------------- | ------ | ---------------- |
| Kampioen Vierde klasse | 2x     | 1969, 1981       |
| Kampioen Derde klasse  | 3x     | 1973, 2002, 2006 |
| Westland Cup           | 3x     | 1981, 1995, 1996 |
| AD/HC Cup              | 1x     | 2009             |

### Finalist
- KNVB Beker voor amateurs finale 1967 (SHO 10-0 's-Gravenzandse VV)
- Finalepoule Kampioenschap zaalvoetbal 1971
- Westland Cup Finale 1997 (Excelsior Maasluis 6-0 's-Gravenzandse VV)

FC 's-Gravenzande · SV Honselersdijk · SV KMD · VV Lyra · VV Maasdijk · VV Naaldwijk · SC Monster · VV Quintus · SV VELO · VV Verburch · RKVV Westlandia

Voormalig: 's-Gravenzandse SV · 's-Gravenzandse VV · VV Monster · SV Polanen